# Sarai Linder
Sarai Linder, född den 26 oktober 1999 i Sinsheim, är en tysk fotbollsspelare.

## Karriär
Sarai Linder inledde sin seniorkarriär i TSG Hoffenheim år 2015. Där spelade hon till 2024 (med avbrott för ett par år collegefotboll i University of Central Florida) innan hon kontrakterades av VfL Wolfsburg. Hon har även representerat det tyska damlandslaget där hon debuterade år 2023. Hon ingick i det tyska lag som vid olympiska sommarspelen 2024 i Paris tog brons efter att ha vunnit bronsmatchen mot Spanien.